# داربس
داربس، روستایی از توابع بخش مرکزی شهرستان جهرم در استان فارس ایران است.

## جمعیت
این روستا در دهستان جلگاه قرار دارد و براساس سرشماری مرکز آمار ایران در سال ۱۳۸۵، جمعیت آن ۲۸ نفر (۵خانوار) بوده‌است.